# Strenulagus
Strenulagus es un género de lagomorfo extinto que habitó en lo que hoy es China y Mongolia en el Eoceno, hace aproximadamente 48,6 a 37,2 millones de años atrás.

## Especies

### Strenulagus shipigouensis
(YIGM V006) es la especie tipo, encontrada en Shipigou en un horizonte terrestre del Eoceno en la Formación Hetaoyuan en China. Esta primera especie del género fue nombrada por Tong y Lei en 1987.

### Strenulagus solaris
(PIN 3403/304) es la segunda especie, de está especie sólo se recuperó un maxilar encontrado en la localidad de Khaichin Ula III en un horizonte terrestre del Eoceno en la Formación Khaychin en Mongolia. Esta especie fue nombrada por Lopatin y Averianov en 2006. Aparte también se encontró en la Formación Irdin Manha en Mongolia interior.